# Kleine Zwergwaldmaus
Die Kleine Zwergwaldmaus (Hylomyscus parvus) ist ein Nagetier in der Familie der Langschwanzmäuse.
Mit einer Kopf-Rumpf-Länge von 56 bis 77 mm, einer Schwanzlänge von 87 bis 120 mm sowie mit einem Gewicht von 10 bis 16 g stellt sie die kleinste Art der Gattung Afrikanische Waldmäuse dar. Die Haare der Oberseite sind grau an der Basis und braun an der Spitze, was dem Fell eine schokoladenbraune bis dunkelbraune Färbung gibt. An den Körperseiten erfolgt ein fließender Übergang zum hellbraunen bis weißlichem Fell der Unterseite. Die Kleine Zwergwaldmaus hat große runde Ohren die nackt oder mit kurzen Haaren bedeckt sind. An den Händen und Füßen sind die Daumen bzw. die großen Zehen am kürzesten. Den Daumen fehlt außerdem die Kralle während die anderen Finger schmale Krallen besitzen. Der lange Schwanz ist spärlich mit hellen Haaren bedeckt.
Die Art lebt in Kamerun, im Norden Gabuns, im Norden der Republik Kongo sowie im Westen der Zentralafrikanischen Republik. Zusätzlich kommt eine kleine Population im Norden der Demokratischen Republik Kongo vor. Als Lebensraum dienen vorwiegend feuchte Wälder im Flachland, meist in der Nähe von Flüssen. Die Kleine Zwergwaldmaus besucht angrenzende Felder.
Die Individuen klettern hauptsächlich in Bäumen oder im Unterholz. Gelegentlich halten sie sich auf dem Boden auf. Im Magen dieses Nagetiers wurden Reste von Früchten sowie von Insekten gefunden. Exemplare in Gefangenschaft fraßen auch Körner. Weibchen gebären 2 oder 3 Junge pro Wurf, die deutlich dunkler als erwachsene Tiere gefärbt sind.
Die Art wird von der IUCN als nicht gefährdet (Least Concern) gelistet, da sie relativ häufig vorkommt.